# Каменское (Закарпатская область)
Ка́менское (укр. Кам'янське) — село в Береговском районе Закарпатской области Украины. Административный центр Каменской сельской общины.
Население по переписи 2001 года составляло 1482 человека. Занимает площадь 12 км².

## История
В 1924 году создана сельская организация КПЧ. Инициаторами её создания были К. Ф. Бигари и В. В. Плескач. Жители села Карло Бигари, Василий Плескач, Василий Кузьма и Василий Чигиль были делегатами первого съезда комитетов Закарпатской Украины, который состоялся в Мукачево 26 ноября 1944 года.
В 1946 году указом ПВС УССР село Кивьяжд переименовано в Каменское.